# 大坑徑

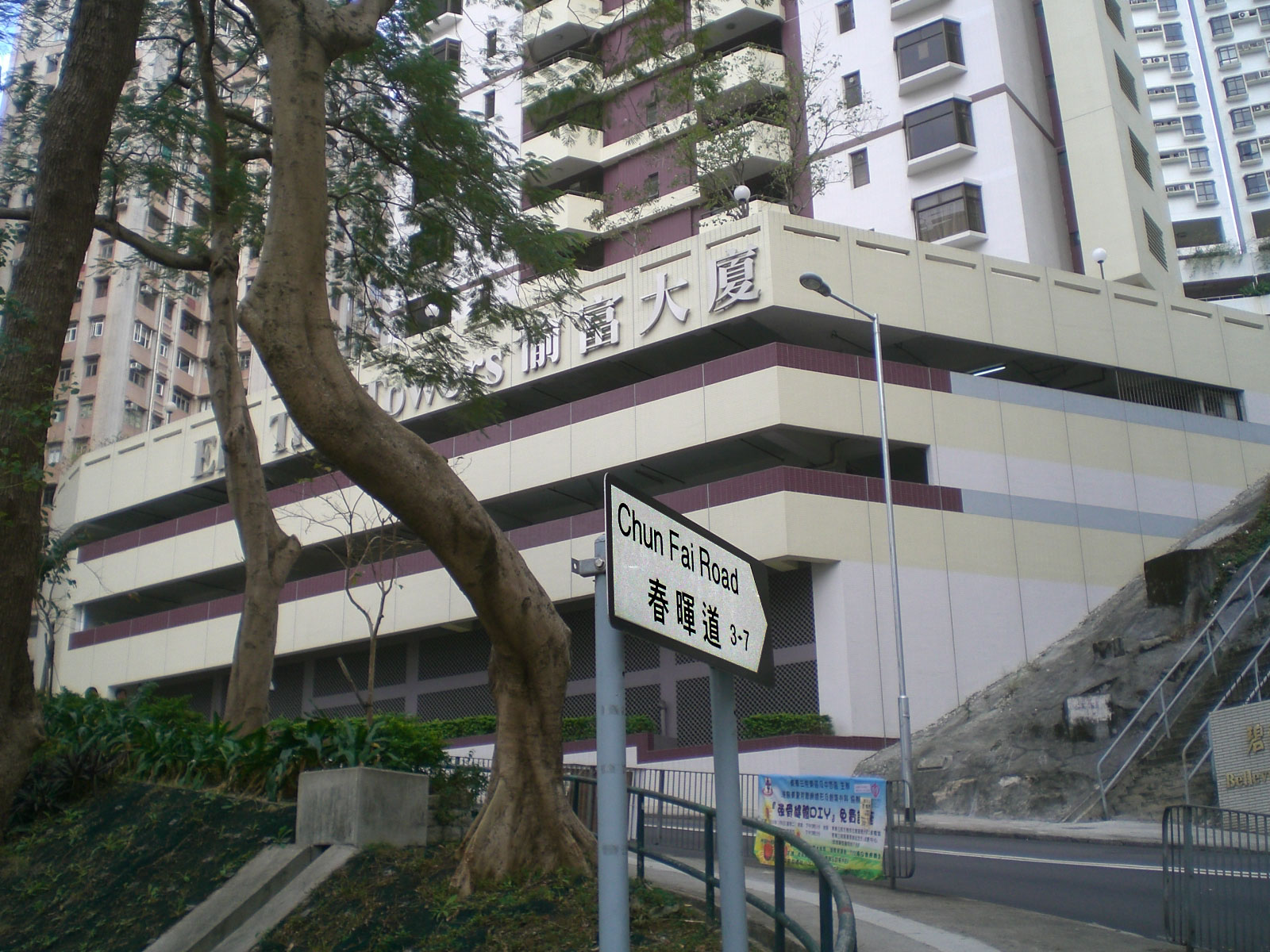
春暉道是大坑徑中段的支路，都是一條雙向行車的馬路

大坑徑（英語：Tai Hang Drive），是香港渣甸山 (有說大坑)一帶的道路，依山而建，道路盡頭直抵山崖，因此被封塞。
大坑徑連接大坑道及春暉道，並有多條樓梯直通山上山下。道路兩旁為高級住宅區例如龍華花園、渣甸山名門、嘉景臺，其中有學校中華基督教會公理書院。
乘小巴21M（蘭芳道至大坑徑）可抵達。

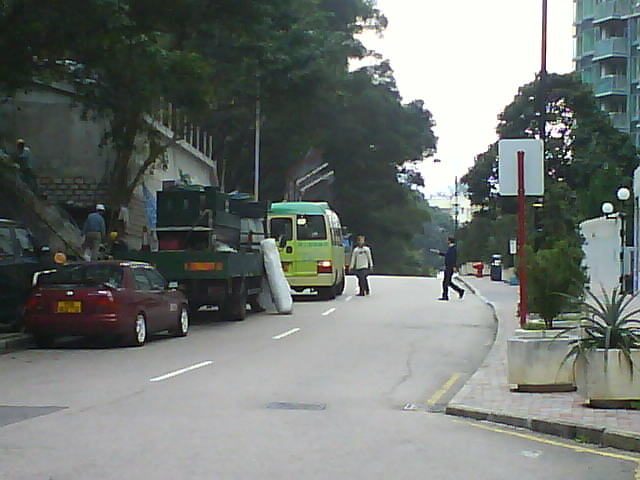
依山而建
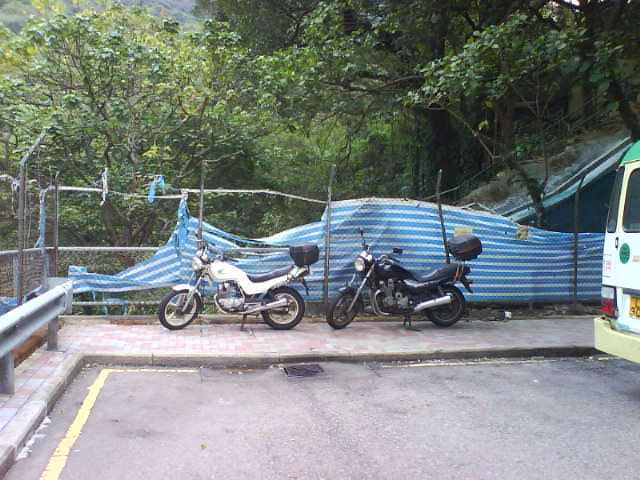
道路盡頭直抵山崖，因此被封塞
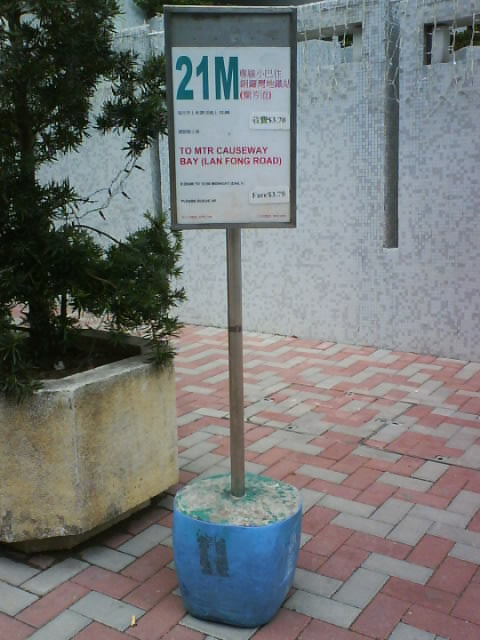
乘小巴21M（蘭芳道至大坑徑）可抵達

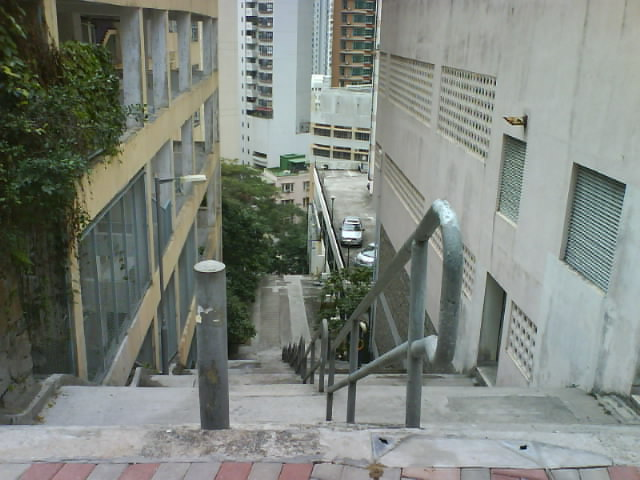
多條樓梯直通山上山下
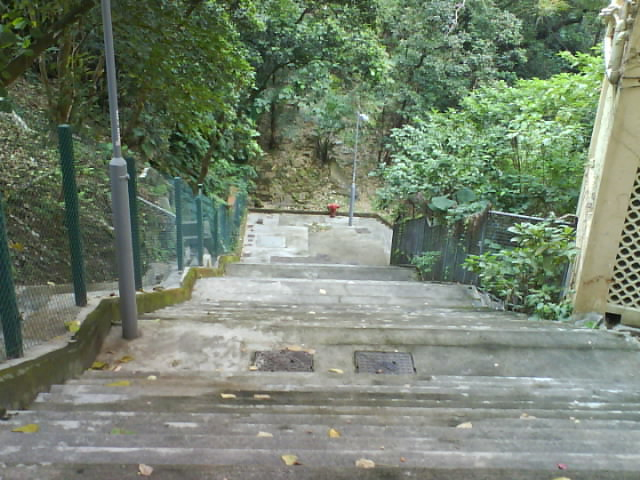
多條樓梯直通山上山下
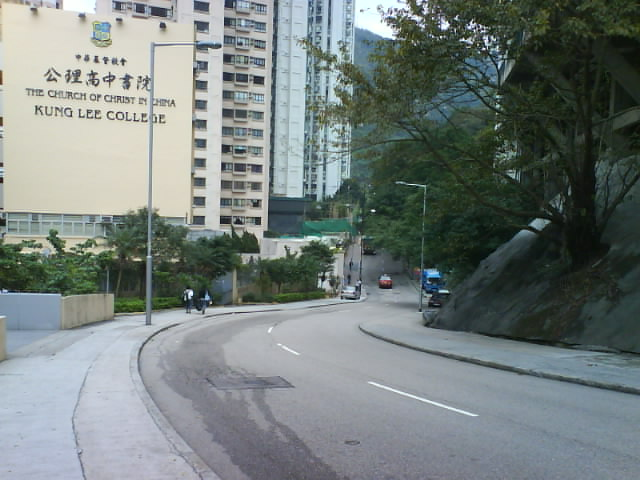
中華基督教會公理書院

## 沿路著名地點
- 渣甸山名門(大坑徑23號)
- 龍華花園(大坑徑25號)
- 嘉景台(大坑徑19號)
- 栢園(大坑徑6號)
- 高寧大廈(大坑徑5號)
- 高景大廈(大坑徑7號)
- 大坑台(春暉道 5 號)
- 瑞士花園(大坑道 113 號)
- 中華基督教會公理書院

### 城巴511線
- 大坑徑 → 中環碼頭

## 春暉道
春暉道是大坑徑中段的支路，途經大坑徑的駕駛者可以通過春暉道，上走至渣甸山的其它住宅區，如睦誠道、渣甸山花園、白建時道、包華士道等。